# Decision Before Dawn
 Decision Before Dawn és una pel·lícula estatunidenca dirigida per Anatole Litvak, estrenada el 1951, protagonitzada per Richard Basehart, Oskar Werner, i Hans Christian Blech. Explica la història de l'Exèrcit americà que utilitza presoners de guerra alemanys potencialment de poca confiança per recollir informació en els darrers dies de la Segona Guerra Mundial. La pel·lícula va ser adaptada per Jack Rollens (no surt als crèdits) i Peter Viertel des de la novel·la  Call It Reason  de George Howe.

## Argument
A finals de 1944, és obvi que els alemanys perdran la guerra. El coronel Devlin (Gary Merrill) dirigeix una unitat d'intel·ligència militar que recluta presoners de guerra alemanys per espiar els seus anteriors camarades. "Tigre" (Hans Christian Blech), un cínic lladre i extreballador d'un circ, està disposat a treballar per qualsevol costat que guany. D'altra banda, "Happy" (Oskar Werner) és un jove idealista que s'ofereix després que un amic seu és mort per presos amics fanàtics per manifesta dubtes sobre el resultat de la guerra. Monique (Dominique Blanchar) entrena Happy i els altres en tècniques d'espionatge; agafa simpatia per un jove, malgrat la seva aversió pels alemanys.
Un dia, Devlin rep la informació que un general alemany està disposat a negociar la rendició de la seva unitat. Naturalment, això té alta prioritat; a causa de la importància de la missió, un oficial americà hi ha d'anar. Devlin selecciona el Lloctinent Rennick (Richard Basehart), un nouvingut que desconfia dels oportunistes alemanys. Tigre és escollit perquè és l'únic que coneix l'àrea, però és sota sospita després de retornar de l'última missió sense el seu equip. Happy és assignat a la tasca relacionada de localitzar l'11è cos de Panzers, que podria evitar les desercions a l'engròs.

## Repartiment
- Richard Basehart: El Tinent Dick Rennick
- Gary Merrill: El coronel Devlin
- Oskar Werner: El caporal Karl 'Happy' Maurer
- Hans Christian Blech: El sergent Rudolf 'Tiger' Barth
- Hildegard Knef: Hilde
- Wilfried Seyferth: Heinz Scholtz
- Dominique Blanchar: Monique
- O.E. Hasse: El coronel Von Ecker

I, entre els actors que no surten als crèdits:
- Gert Fröbe: Un caporal alemany, al punt de control de Nuremberg
- Klaus Kinski: Un soldat

## Premis i nominacions

### Nominacions
- 1952. Oscar a la millor pel·lícula
- 1952. Oscar al millor muntatge per Dorothy Spencer
- 1952. Globus d'Or a la millor fotografia per Franz Planer